# Ofum

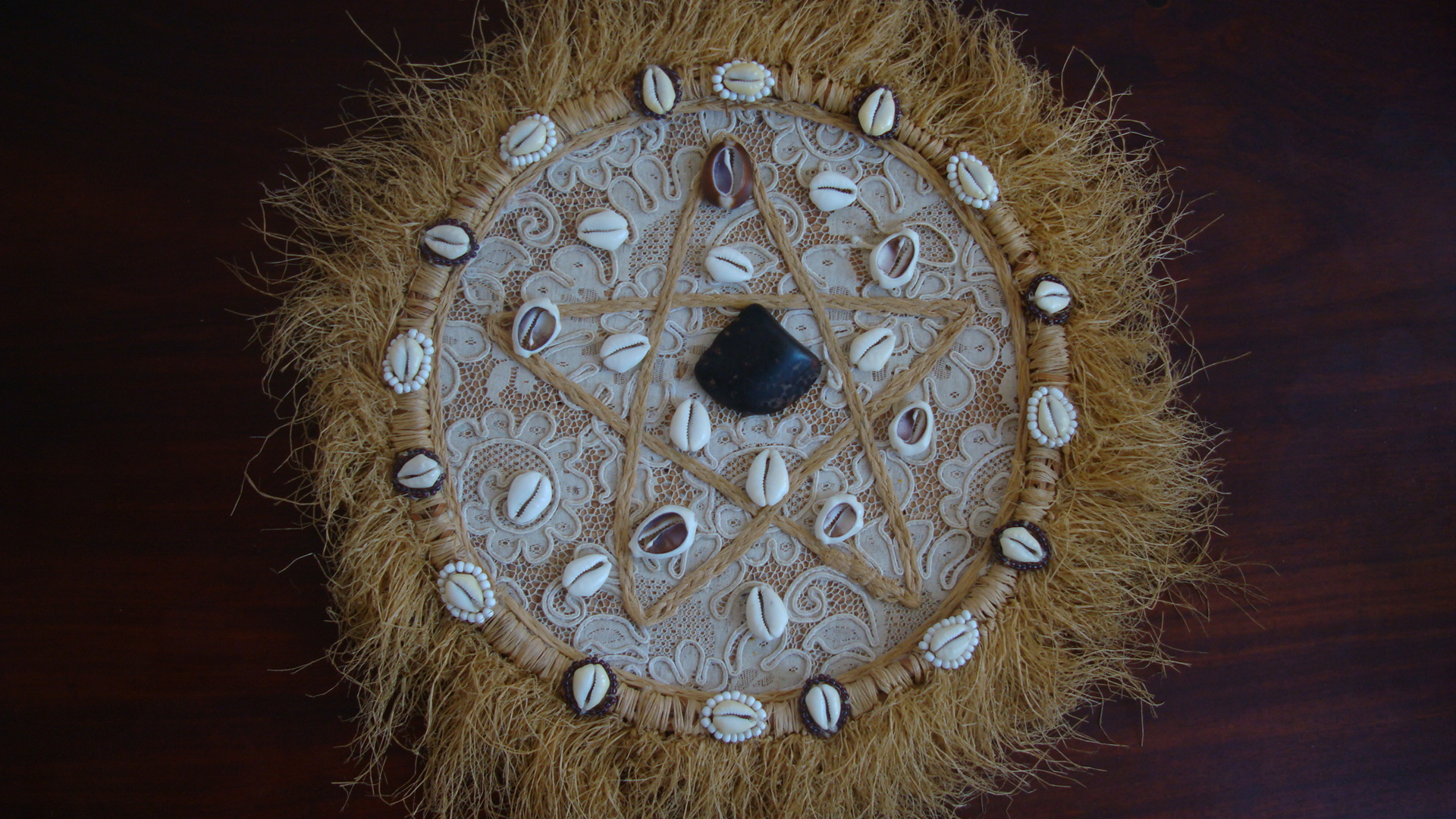
Ofum

Ofum (Ofun) é um odu do oráculo de Ifá, representado no merindilogum com dez conchas abertas pela natureza e seis fechadas. Nesta caída responde Oxalufã e Airá. Significa problemas inerente a barriga, útero, trompas e ovários que leva quase sempre a cirurgia, se for homem deve ter cuidado com a próstata. Recomenda-se que o consulente em conjunto com o jogador do oráculo, levante-se de frente para porta e coloque as mãos na barriga e aponte em direção a saída.